# Xenotrichula gymnocephala
Xenotrichula gymnocephala är en djurart som tillhör fylumet bukhårsdjur, och som först beskrevs av Adolf Remane 1940 (nomen nudum.  Xenotrichula gymnocephala ingår i släktet Xenotrichula, och familjen Xenotrichulidae. Arten är reproducerande i Sverige.